# Mio fratello
Mio fratello è un singolo del cantautore italiano Biagio Antonacci, pubblicato il 6 aprile 2018 come terzo estratto dal quattordicesimo album in studio Dediche e manie.

## Descrizione
Il brano tratta il tema del perdono tra due persone e in particolare tra due fratelli. Il singolo ha visto la collaborazione del cantante siciliano Mario Incudine.
Il 14 luglio 2018 è stata pubblicata per il download digitale una nuova versione del brano, denominata Beach Version e realizzata da Antonacci insieme a Rosario Fiorello.

## Video musicale
Il videoclip è stato pubblicato il 6 aprile 2018 sul canale YouTube del cantante ed è stato girato quasi interamente nel cortile interno di un edificio. È diretto da Gabriele Muccino e vede la partecipazione dei fratelli Rosario e Giuseppe Fiorello.

## Tracce
1. Mio fratello (feat. Rosario Fiorello) (Beach Version) – 3:17